# Paris Match
Paris Match este o revistă magazin franceză, care apare săptămânal. Ea a luat ființă prin anul 1949, revista este renumită pentru mottoul ei "Le poids des mots, le choc des photos" (Greutatea cuvintelor și șocul cauzat de imagini).

## Istoric
Paris Match a fost inițiat în 1949 de Jean Prouvost. Numele magazinului a fost acordat după revista săptămânală "Match",  care a fost cumpărată în 1938 de Jean Prouvost. El a transformat fosta revistă sportivă într-o publicație de știri. Magazinul a apărut din nou sub numele de "Paris Match" în martie 1949, după terminarea celui de-al doilea război mondial. El a luat ca exemplu formatul gazetei americane "Life", adică știrile au fost completate cu imagini. Prin anii 1950 revista cunoaște o perioadă de apogeu, ulterior datorită concurenței numărul exemplarelor  de 800 000 vândute în 1950, scade în 1975 la 600 000 de exemplare.  În 1966 magazinul este preluat de Daniel Filipacchi, radactor șef fiind numit din nou Roger Thérond, iar publicația cunoaște o nouă periodă de ascensiune. Revista Paris Match, aparține în prezent concernului Hachette Filipacchi Médias, care este proprietate "Lagardère". În anul 2004, au fost vândute 625 000 de exemplare. În 2006 redactorul șef al revistei este dat afară, pe motivul că pe prima pagină a apărut poza fostei soții a președintelui Sarkozy, Cécilia Sarkozy cu amanții ei. În august 2007 revista publică fotografii din concediul președintelui Sarkozy, straturile de grăsime de pe șolduri fiind în fotografie retușate. Revista franceză "L’Express" profită de ocazie și publică pozele originale ale președintelui francez.